# Pablo Suárez García
Pablo Suárez García (Udrión-Trubia, 1973) es investigador, traductor al asturiano y académico de la lengua asturiana, conocido por sus traducciones de obras como Tirante el Blanco, coeditado con la Acadèmia Valenciana de la Llengua, Proses profanes y la Tragedia de Caldesa de Joan Roís de Corella. También es el autor de la versión en asturiano de Don Quijote de la Mancha. Antes de ser nombrado académico, había participado con la institución en sus «Xornaes Internacionales d'Estudiu» y fue premiado en varias ocasiones en sus Concursos de Investigación. Por otro lado, su formación universitaria es muy variada: licenciado en Ingeniería Superior de Telecomunicaciones, en Matemáticas y en Filología Hispánica, además de doctor en Filología por la Universidad de Oviedo y Especialista en Filología Asturiana.
En 2016, el Centro Asturiano de Madrid le concedió el Premio Urogallo en la sección de lengua asturiana.

## Obra
- A la gueta'l coritu: d'El Picu Coritu trubiecu a la Eneida de Virxilio en Lletres Asturianes número 101 (2009)[3]
- Tirán el Blancu (2012)[4]
- La identificación d'autoría n'asturianu en Lletres Asturianes número 109 (2013)[5]
- La deturpación toponímica n'Asturies en Lletres Asturianes número 110 (2014)[6]
- La torna de los clásicos de la Corona d'Aragón a la llingua asturiana en Revista Mirabilia (2015)[7]
- L'arte la guerra. Sobre'l léxicu bélicu na nuesa llingua en Lletres Asturianes número 112 (2015)[8]
- Don Quixote de la Mancha (2015)[9]
- Decamerón (previsto para 2017)[10]